# 莫氏深海电鳐
深海电鳐（学名：Benthobatis moresbyi）为软骨鱼纲电鳐目电鳐科深海电鳐属的鱼类。该物种主要分布于阿拉伯、印尼以及南海、台湾沿岸等海域。雄性种体长最长可达35.12公分，雌性种体长最长可达39.24公分。